# Parczew
Parczew (udtale: [ˈpart͡ʂɛf]) er en by og en kommune (Gmina) i det sydøstlige Polen i det tidligere Lillepolen. Den ligger i voivodskabet Lublin (Województwo lubelskie) og har 10.519(2021) indbyggere og et areal på		8,05 km². Den er administrationsby i powiatet (amt) Parczew.
Byen ligger 60 kilometer nord for Lublin, og 70 kilometer syd for Biala Podlaska. Den har en jernbanestation på den sekundære linje fra Lublin til Łuków, som blev indviet i 1898.

## Historie
Bosættelsen Parczew har eksisteret siden det 12. århundrede, beliggende nær den daværende Kongeriget Polens østlige grænse. I 1401 modtog den Magdeburg-rettigheder bycharter fra kong Vladislav 2. Jagello. Unionen af Polen og Litauen (se Krevo-unionen) hjalp Parczew med at udvikle sig, da det ophørte med at være en grænseby. Byen var bekvemt placeret på en af ruterne, der forbinder hovedstæderne i de to forenede nationer - Kraków og Vilnius. I Horodłounionen (en) (1413) blev Parczew udpeget til at være stedet for det polsk-litauiske råd. Byen opstod som et af centrene for det politiske liv i de to nationer. Parczew blev besøgt af alle konger fra det jagiellonske dynasti, og det sidste koncil fandt sted her i 1564.